# 米山 (新潟市)
米山（よねやま）は、新潟県新潟市中央区の町字。現行行政地名は米山一丁目から米山六丁目と大字米山。住居表示は三丁目から六丁目と大字が実施済み区域、一丁目及び二丁目が未実施区域。郵便番号は950-0916。

## 概要
信濃川下流右岸の自然堤防上に位置する、江戸期から1889年（明治22年）の新田名。米山新田の区域。JR新潟駅南地区を構成する地域の一つ。

### 隣接する町字
北から東回り順に、以下の町字と隣接する。
- 天神
- 笹口
- 南笹口
- 鐙西
- 神道寺
- 堀之内南
- 天神尾

## 歴史

### 年表
- 1640年（寛永17年） - 開発[6]。
- 1889年（明治22年）4月1日 - 町村制施行に伴い中蒲原郡女池村の大字となる。
- 1901年（明治34年）11月1日 - 女池村が中蒲原郡鳥屋王村と合併し、鳥屋野村の大字となる。
- 1943年（昭和18年）5月3日 - 鳥屋野村が新潟市へ編入され、新潟市の大字となる。
- 2007年（平成19年）4月1日 : 新潟市の政令指定都市移行により、中央区の町丁となる。

## 米山 (大字)
1889年（明治22年）から現在までの大字名で、米山五丁目付近の天神尾側に位置する。住居表示は「米山x番x号」となっている。
主な企業、施設
- 岡田整形外科医院
- ふろしきや
- カーライン
- 日生不動産米山ビル
- 諏訪神社

## 米山 (町丁)
1970年（昭和45年）、米山一丁目と二丁目で町名整理が行われ、その後三丁目から六丁目、米山で住居表示が施行され、現在の町名となった。このため、一丁目と二丁目には街区符号が設定されておらず、住所の表示方法は「米山x丁目x番地x」となっている。住居表示施行済みの、後者の三丁目から六丁目では「米山x丁目x番x号」となっている。

### 一丁目
- 新潟駅南センタービル
  - 新潟米山郵便局
  - 第四北越銀行 南新潟支店

### 二丁目
- 米山公園
- BSNアイネット
- みどり湯

### 三丁目
- NSGグループ
  - 新潟コンピュータ専門学校
  - 新潟デザイン専門学校
  - 事業創造大学院大学

### 四丁目
- 駅南コミュニティセンター

### 五丁目
- 松屋
- ピザハット新潟米山店
- M・Sビル
  - カゴメ新潟営業所
- 創価学会新潟白ゆり女性会館
- 北越高等学校
  - 北越会館

### 六丁目
- ザ・ゴールド新潟中央店
- カプリチョーザ新潟駅南店
- 牛角米山店

## 世帯数と人口
2018年（平成30年）1月31日現在の世帯数と人口は以下の通りである。
| 大字・丁目 | 世帯数    | 人口    |
| ---------- | --------- | ------- |
| 米山       | 82世帯    | 156人   |
| 米山一丁目 | 113世帯   | 240人   |
| 米山二丁目 | 38世帯    | 74人    |
| 米山三丁目 | 994世帯   | 1,983人 |
| 米山四丁目 | 428世帯   | 716人   |
| 米山五丁目 | 320世帯   | 640人   |
| 米山六丁目 | 395世帯   | 785人   |
| 計         | 2,370世帯 | 4,594人 |

## 小・中学校の学区
市立小・中学校に通う場合、学区は以下の通りとなる。
| 大字・丁目 | 番地 | 小学校               | 中学校               |
| ---------- | ---- | -------------------- | -------------------- |
| 米山       | 全域 | 新潟市立笹口小学校   | 新潟市立東新潟中学校 |
| 米山一丁目 | 全域 | 新潟市立笹口小学校   | 新潟市立東新潟中学校 |
| 米山二丁目 | 全域 | 新潟市立笹口小学校   | 新潟市立東新潟中学校 |
| 米山三丁目 | 全域 | 新潟市立紫竹山小学校 | 新潟市立宮浦中学校   |
| 米山四丁目 | 全域 | 新潟市立紫竹山小学校 | 新潟市立宮浦中学校   |
| 米山五丁目 | 全域 | 新潟市立紫竹山小学校 | 新潟市立宮浦中学校   |
| 米山六丁目 | 全域 | 新潟市立紫竹山小学校 | 新潟市立宮浦中学校   |

- 大字米山と米山一丁目及び二丁目は、申請により新潟市立宮浦中学校へ就学できる地域。

## 交通
- 新潟市道駅南線（けやき通り）
  - 年末年始は、歩道に植栽されたケヤキ並木にイルミネーションが施される「NIIGATA光のページェント」が実施される
- 新潟市道南2-159号、新潟市道笹口紫竹山線（都市計画道路弁天線）
  - 国道8号（新潟バイパス）・弁天ICまで約5分
  - 国道7号・8号（新潟バイパス）、国道49号（亀田バイパス）・紫竹山ICまで約8分
- 新潟県道51号新潟黒埼インター笹口線（笹出線）